# Pedro Sarmiento de Gamboa
Pedro Sarmiento de Gamboa (1532 Pontevedra – 1592 Atlantský oceán) byl španělský (galicijský) mořeplavec, astronom a historik.

## Život
V roce 1567 se účastnil výpravy Mendaña de Neyry k Šalomounovým ostrovům jako navigátor. V roce 1570 byl Sarmiento jmenován generálním kosmografem místokrále Peru a pověřen sepsáním jeho geografie a dějin. Vzniklo tak trojsvazkové dílo Dějiny Inků („Historia Indica“), které pomohlo místokráli Franciscovi de Toledo legitimizovat podrobení inckých území Španělské říše.
V letech 1579—1584 byl pověřen průzkumem a mapováním chilského archipelu a Magellanova průlivu, jenž započal Juan de Ladrilleros. Sarmiente de Gamboa byl první, kdo popsal toto území a první kdo nakreslil relativně přesnou mapu chilského souostroví Archipiélago de Chiloé a Magalhãesova průlivu ( též Magellanova průlivu). V Ohňové zemi je po tomto mořeplavci pojmenována hora.